# World Curling Tour 2014/2015
Cykl rozgrywek Asham World Curling Tour 2014/2015 rozpoczął się 29 sierpnia 2014 w Baden.
Kobiety rywalizowały w 45 turniejach, mężczyźni w 60. Po raz pierwszy panie uczestniczyły w turnieju Canadian Open, w kobiecym szlemie zawody te zastąpiły Manitoba Lotteries Women’Sis Curling Classic (turniej zmienił nazwę na Canad Inns Women’s Classic). Mężczyźni również uczestniczyli w 5 turniejach Wielkiego Szlema, nowymi zawodami zostały Elite 10. Dodatkowo we wszystkich turniejach wielkoszlemowych obowiązywała rozszerzona free guard zone rule – strażników nie można było wybijać w pierwszych pięciu zagraniach każdego enda (tzw. five-rock rule).

## Kobiety
|    | Zawody                                                                          | Zwycięzca              | Finalista              | Liczba drużyn | Pula nagród     | Nagroda zwycięzcy |
| -- | ------------------------------------------------------------------------------- | ---------------------- | ---------------------- | ------------- | --------------- | ----------------- |
| 2  | StuSells Oakville Tankard Oakville, 4–7 września 2014                           | Silvana Tirinzoni      | Alina Pätz             | 25            | 24 000 (CAD)    | 5000 (CAD)        |
| 3  | HDF Insurance Shoot-Out Edmonton, 11–14 września 2014                           | Chelsea Carey          | Valerie Sweeting       | 24            | 27 000 (CAD)    | 6000 (CAD)        |
| 4  | AMJ Campbell Shorty Jenkins Classic Brockville, 18–21 września 2014             | Sherry Middaugh        | Eve Muirhead           | 12            | 18 000 (CAD)    | 6400 (CAD)        |
| 4  | Cloverdale Cash Spiel Surrey, 19–21 września 2014                               | Liu Sijia              | Sarah Wark             | 15            | 8500 (CAD)      | 2400 (CAD)        |
| 4  | Twin Cities Open (turniej mieszany) Blaine, 19–21 września 2014                 | Korey Dropkin          | Nina Spatola           | 18            | 10 000 (USD)    | 4378 (CAD)        |
| 5  | Gibson’s Cashspiel Lower Sackville, 25–28 września 2014                         | Mary-Anne Arsenault    | Mary Fay               | 10            | 4000 (CAD)      | 1000 (CAD)        |
| 5  | KW Fall Classic Kitchener-Waterloo, 25–28 września 2014                         | Julie Hastings         | Jacqueline Harrison    | 20            | 12 000 (CAD)    | 3300 (CAD)        |
| 5  | Mother Club Fall Curling Classic Winnipeg, 25–28 września 2014                  | Kristy McDonald        | Colleen Kilgallen      | 18            | 10 000 (CAD)    | 2500 (CAD)        |
| 5  | Stockholm Ladies Cup Danderyd, 26–28 września 2014                              | Margaretha Sigfridsson | Rachel Homan           | 20            | 250 000 (SEK)   | 100 000 (SEK)     |
| 6  | Prestige Hotels & Resorts Curling Classic Vernon, 2–5 października 2014         | Ayumi Ogasawara        | Valerie Sweeting       | 32            | 37 000 (CAD)    | 7500 (CAD)        |
| 6  | Avonair Cash Spiel Edmonton, 3–5 października 2014                              | Mari Motohashi         | Tiffany Game           | 20            | 11 000 (CAD)    | 3000 (CAD)        |
| 7  | Womens Masters Basel Bazylea, 10–12 października 2014                           | Binia Feltscher        | Silvana Tirinzoni      | 24            | 32 100 (CHF)    | 10 000 (CHF)      |
| 7  | St. Paul Cash Spiel Saint Paul, 10–12 października 2014                         | Aileen Sormunen        | Debbie McCormick       | 12            | 7200 (USD)      | 2696 (CAD)        |
| 7  | Curlers Corner Autumn Gold Curling Classic Calgary, 10–13 października 2014     | Jennifer Jones         | Rachel Homan           | 32            | 50 000 (CAD)    | 14 000 (CAD)      |
| 7  | Skyy Vodka Ladies Cashspiel Halifax, 10–13 października 2014                    | Emily Dwyer            | Mary-Anne Arsenault    | 12            | 4700 (CAD)      | 1400 (CAD)        |
| 8  | Stroud Sleeman Cash Spiel Stroud, 16–19 października 2014                       | Julie Hastings         | Sherry Middaugh        | 12            | 6000 (CAD)      | 2000 (CAD)        |
| 8  | Atkins Curling Supplies Women’s Classic Winnipeg, 16–20 października 2014       | Janet Harvey           | Colleen Kilgallen      | 24            | 16 000 (CAD)    | 4660 (CAD)        |
| 8  | Hub International Crown of Curling Kamloops, 17–20 października 2014            | Ayumi Ogasawara        | Kelly Scott            | 18            | 30 000 (CAD)    | 9000 (CAD)        |
| 8  | Medicine Hat Charity Classic Medicine Hat, 17–20 października 2014              | Casey Scheidegger      | Brett Barber           | 24            | 24 000 (CAD)    | 4500 (CAD)        |
| 9  | Bernick’s Miller Lite Open (turniej mieszany) Bemidji, 24–26 października 2014  | Korey Dropkin          | Al Hackner             | 18            | 14 000 (USD)    | (CAD)             |
| 9  | Crestwood Ladies Fall Classic Edmonton, 24–26 października 2014                 | Gim Un-chi             | Nicky Kaufman          | 20            | 11 000 (CAD)    | 2500 (CAD)        |
| 9  | Canad Inns Women’s Classic Portage la Prairie, 24–27 października 2014          | Jennifer Jones         | Jill Thurston          | 32            | 60 000 (CAD)    | 15 000 (CAD)      |
| 10 | Masters of Curling Abbotsford, 28 października–2 listopada 2014                 | Valerie Sweeting       | Margaretha Sigfridsson | 15            | 100 000 (CAD)   | 24 500 (CAD)      |
| 10 | Dave Jones Molson Mayflower Cashspiel Halifax, 31 października–2 listopada 2014 | Mary-Anne Arsenault    | Kathy O’Rourke         | 15            | 9375 (CAD)      | 3375 (CAD)        |
| 10 | Shamrock Shotgun By DG Valve Systems Edmonton, 31 października–2 listopada 2014 | Nicky Kaufman          | Michèle Jäggi          | 20            | 12 150 (CAD)    | 4000 (CAD)        |
| 11 | Royal LePage OVCA Women’s Fall Classic Kemptville, 6–9 listopada 2014           | Cathy Auld             | Julie Hastings         | 24            | 16 000 (CAD)    | 5200 (CAD)        |
| 11 | CookstownCash presented by Comco Canada Inc Cookstown, 7–9 listopada 2014       | Patti Lank             | Marilyn Bodogh         | 12            | 7400 (CAD)      | 3000 (CAD)        |
| 11 | Colonial Square Ladies Classic Saskatoon, 7–10 listopada 2014                   | Eve Muirhead           | Sherry Middaugh        | 31            | 47 000 (CAD)    | 12 000 (CAD)      |
| 11 | Coronation Business Group Ladies Classic Maple Ridge, 7–10 listopada 2014       | Corryn Brown           | Kelly Scott            | 12            | 9600 (CAD)      | 2800 (CAD)        |
| 12 | Dodd and Souter Gord Carroll Curling Classic Whitby, 13–16 listopada 2014       | Susan McKnight         | Sherry Middaugh        | 20            | 10 000 (CAD)    | 3000 (CAD)        |
| 12 | International ZO Womens Tournament Wetzikon, 14–16 listopada 2014               | Anna Sidorowa          | Briar Hürlimann        | 24            | 14 000 (CHF)    | 6000 (CHF)        |
| 12 | Red Deer Curling Classic Red Deer, 14–17 listopada 2014                         | Alina Pätz             | Trish Paulsen          | 28            | 39 000 (CAD)    | 10 000 (CAD)      |
| 13 | DEKALB Superspiel Morris, 20–24 listopada 2014                                  | Tracy Horgan           | Jennifer Jones         | 32            | 40 000 (CAD)    | 10 300 (CAD)      |
| 13 | Spruce Grove Cashspiel Spruce Grove, 21–23 listopada 2014                       | Shannon Kleibrink      | Heather Nedohin        | 20            | 12 500 (CAD)    | 3000 (CAD)        |
| 13 | Vancouver Island Shootout Victoria, 21–23 listopada 2014                        | Sarah Wark             | Diane Gushulak         | 6             | 5600 (CAD)      | 2600 (CAD)        |
| 14 | The Sunova Spiel at East St. Paul Winnipeg, 27–1 grudnia 2014                   | Michelle Montford      | Barb Spencer           | 16            | 10 000 (CAD)    | 2600 (CAD)        |
| 14 | Molson Cash Spiel Duluth, 28–30 listopada 2014                                  | Linda Christensen      | Kendra Lilly           | 12            | 7200 (USD)      | 2717 (CAD)        |
| 14 | Boundary Ford Curling Classic Lloydminster, 28–1 grudnia 2014                   | Chelsea Carey          | Jolene Campbell        | 24            | 24 000 (CAD)    | 7000 (CAD)        |
| 16 | Canadian Open of Curling Yorkton, 9–14 grudnia 2014                             | Eve Muirhead           | Rachel Homan           | 16            | 100 000 (CAD)   | 25 000 (CAD)      |
| 17 | Karuizawa International Karuizawa, 18–21 grudnia 2014                           | Jennifer Jones         | Kim Eun-jung           | 16            | 2 500 000 (JPY) | 1 000 000 (JPY)   |
| 17 | Curl Mesabi Classic Eveleth, 19–21 grudnia 2014                                 | Tracy Horgan           | Erika Brown            | 15            | 11 000 (USD)    | 5 791 (CAD)       |
| 17 | Dumfries Curling Challenge Dumfries, 19–21 grudnia 2014                         | Melanie Barbezat       | Gina Aitken            | 12            | 5 000 (GBP)     | 2 175 (CAD)       |
| 20 | International Bernese Ladies Cup Berno, 8–11 stycznia 2015                      | Alina Pätz             | Silvana Tirinzoni      | 32            | 20 500 (CHF)    | 6 000 (CHF)       |
| 21 | Glynhill Ladies International Glasgow, 16–18 stycznia 2015                      | Anna Sidorowa          | Kim Eun-jung           | 24            | 8 200 (GBP)     | 2 500 (GBP)       |
| 29 | Pomeroy Inn & Suites Prairie Showdown Grande Prairie, 12–15 marca 2015          | Rachel Homan           | Silvana Tirinzoni      | 16            | 50 000 (CAD)    | 12 000 (CAD)      |
| 33 | Players’ Championship Toronto, 7–12 kwietnia 2015                               | Eve Muirhead           | Anna Sidorowa          | 12            | 100 000 (CAD)   | 25 000(CAD)       |
| 34 | European Masters Sankt Gallen, 15–18 kwietnia 2015                              | Eve Muirhead           | Binia Feltscher        | 4             | 17 500 (CHF)    | (CHF)             |

## Mężczyźni
|    | Zawody                                                                             | Zwycięzca               | Finalista           | Liczba drużyn | Pula nagród     | Nagroda zwycięzcy |
| -- | ---------------------------------------------------------------------------------- | ----------------------- | ------------------- | ------------- | --------------- | ----------------- |
| 1  | Baden Masters Baden, 29–21 sierpnia 2014                                           | Thomas Ulsrud           | Peter de Cruz       | 20            | 32 500 (CHE)    | 11 000 (CHE)      |
| 2  | StuSells Oakville Tankard Oakville, 4–7 września 2014                              | Mike McEwen             | John Epping         | 30            | 30 000 (CAD)    | 7500 (CAD)        |
| 3  | HDF Insurance Shoot-Out Edmonton, 11–14 września 2014                              | Brendan Bottcher        | Steve Laycock       | 16            | 22 000 (CAD)    | 6000 (CAD)        |
| 4  | AMJ Campbell Shorty Jenkins Classic Brockville, 18–21 września 2014                | Brad Jacobs             | Adam Casey          | 24            | 45 400 (CAD)    | 10 500 (CAD)      |
| 4  | Cloverdale Cash Spiel Surrey, 19–21 września 2014                                  | Grant Dezura            | Sean Geall          | 15            | 8050 (CAD)      | 2350 (CAD)        |
| 4  | Twin Cities Open (turniej mieszany) Blaine, 19–21 września 2014                    | Korey Dropkin           | Nina Spatola        | 18            | 10 000 (USD)    | 4378 (CAD)        |
| 5  | Gibson’s Cashspiel Lower Sackville, 25–28 września 2014                            | Jamie Danbrook          | Chad Stevens        | 16            | 8000 (CAD)      | 1600 (CAD)        |
| 5  | KW Fall Classic Kitchener-Waterloo, 25–28 września 2014                            | Scott McDonald          | Richard Krell       | 16            | 8500 (CAD)      | 2300 (CAD)        |
| 5  | Mother Club Fall Curling Classic Winnipeg, 25–28 września 2014                     | Sean Grassie            | Steve Irwin         | 18            | 10 000 (CAD)    | 2500 (CAD)        |
| 5  | Point Optical Curling Classic Saskatoon, 26–29 września 2014                       | Mike McEwen             | John Epping         | 26            | 41 000 (CAD)    | 11 000 (CAD)      |
| 6  | Swiss Cup Basel Bazylea, 3–5 października 2014                                     | Tom Brewster            | Sven Michel         | 40            | 42 200 (CHF)    | 16 281 (CAD)      |
| 6  | Avonair Cash Spiel Edmonton, 3–5 października 2014                                 | Kim Soo-hyuk            | Daylan Vavrek       | 20            | 11 000 (CAD)    | 3000 (CAD)        |
| 6  | Prestige Hotels & Resorts Curling Classic Vernon, 3–6 października 2014            | Grant Dezura            | Brent Pierce        | 16            | 26 000 (CAD)    | 7500 (CAD)        |
| 7  | St. Paul Cash Spiel Saint Paul, 10–12 października 2014                            | Mike Farbelow           | Korey Dropkin       | 24            | 16 000 (USD)    | 4493 (CAD)        |
| 7  | Direct Horizontal Drilling Fall Classic Edmonton, 10–13 października 2014          | Kevin Koe               | Steve Laycock       | 24            | 50 000 (CAD)    | 12 000 (CAD)      |
| 7  | StuSells Toronto Tankard Toronto, 10–13 października 2014                          | Reid Carruthers         | Brad Jacobs         | 24            | 45 000 (CAD)    | 15 000 (CAD)      |
| 7  | Alexander Keith’s Men’s Cashspiel Halifax, 10–13 października 2014                 | Ian Fitzner-Leblanc     | Tommy Sullivan      | 15            | (CAD)           | 1600 (CAD)        |
| 8  | Stroud Sleeman Cash Spiel Stroud, 16–19 października 2014                          | Colin Dow               | Scott McDonald      | 18            | 11 000 (CAD)    | 3000 (CAD)        |
| 8  | Thompson Curling Challenge Urdorf, 17–19 października 2014                         | Ewgeni Arkipow          | Kevin Wunderlin     | 16            | 8800 (CHF)      | 1600 (CHF)        |
| 8  | Canad Inns Men’s Classic Portage la Prairie, 17–20 października 2014               | Mike McEwen             | Kevin Koe           | 32            | 60 000 (CAD)    | 18 000 (CAD)      |
| 8  | Hub International Crown of Curling Kamloops, 17–20 października 2014               | Brent Pierce            | Sean Geall          | 18            | 30 000 (CAD)    | 9000 (CAD)        |
| 8  | Medicine Hat Charity Classic Medicine Hat, 17–20 października 2014                 | Sean O’Connor           | Scott Bitz          | 19            | 28 000 (CAD)    | 9000 (CAD)        |
| 9  | Challenge Chateau Cartier de Gatineau Gatineau, 22–26 października 2014            | Mike McEwen             | Jean-Michel Ménard  | 32            | 42 500 (CAD)    | 11 000 (CAD)      |
| 9  | Bernick’s Miller Lite Open (turniej mieszany) Bemidji, 24–26 października 2014     | Korey Dropkin           | Al Hackner          | 18            | 14 000 (USD)    | (CAD)             |
| 9  | Curling Masters Champéry Champéry, 24–26 października 2014                         | Tom Brewster            | Marc Pfister        | 24            | 40 000 (CHF)    | 13 000 (CHF)      |
| 9  | McKee Homes Fall Curling Classic Airdrie, 24–26 października 2014                  | Aaron Sluchinski        | Cam Culp            | 16            | 13 500 (CAD)    | 4000 (CAD)        |
| 10 | Masters of Curling Abbotsford, 28 października–2 listopada 2014                    | Brad Gushue             | Mike McEwen         | 15            | 100 000 (CAD)   | 24 500 (CAD)      |
| 10 | Dave Jones Molson Mayflower Cashspiel Halifax, 30 października–2 listopada 2014    | Mike Flemming           | Adam Casey          | 18            | 24 600 (CAD)    | 4000 (CAD)        |
| 10 | Shamrock Shotgun By DG Valve Systems Edmonton, 31 października–2 listopada 2014    | Mick Lizmore            | Robert Schlender    | 16            | 12 150 (CAD)    | 4000 (CAD)        |
| 11 | CookstownCash presented by Comco Canada Inc Cookstown, 6–9 listopada 2014          | Pat Ferris              | Adam Casey          | 30            | 22 500 (CAD)    | 7000 (CAD)        |
| 11 | Edinburgh International Edynburg, 7–9 listopada 2014                               | Aku Kauste              | David Šik           | 24            | 10 000 (GBP)    | 4000 (GBP)        |
| 11 | Original 16 WCT Bonspiel Calgary, 7–9 listopada 2014                               | Brock Virtue            | Robert Schlender    | 24            | 21 000 (CAD)    | 4000 (CAD)        |
| 11 | Coronation Business Group Mens Classic Maple Ridge, 7–10 listopada 2014            | Neil Dangerfield        | Sebastien Robillard | 9             | 6900 (CAD)      | 2800 (CAD)        |
| 11 | Whites Drug Store Classic Swan River, 7–10 listopada 2014                          | Jeff Stoughton          | David Murdoch       | 16            | 36 000 (CAD)    | 9000 (CAD)        |
| 12 | Village of Taunton Mills Gord Carroll Curling Classic Whitby, 13–16 listopada 2014 | John Epping             | Chris Gardner       | 24            | 16 000 (CAD)    | 5000 (CAD)        |
| 12 | Copenhagen International Hvidovre, 14–16 listopada 2014                            | Bo Jensen               | Stefan Stähli       | 20            | 9100 (DKK)      | (DKK)             |
| 12 | Dauphin Clinic Pharmacy Classic Dauphin, 14–17 listopada 2014                      | Randy Bryden            | Scott Ramsay        | 32            | 32 000 (CAD)    | 10 000 (CAD)      |
| 12 | Red Deer Curling Classic Red Deer, 14–17 listopada 2014                            | Josh Heidt              | Brendan Bottcher    | 32            | 41 000 (CAD)    | 10 000 (CAD)      |
| 13 | The National Sault Ste. Marie, 19–23 listopada 2014                                | Mike McEwen             | Brad Jacobs         | 18            | 100 000 (CAD)   | 23 000 (CAD)      |
| 13 | DEKALB Superspiel Morris, 20–24 listopada 2014                                     | Matt Dunstone           | Scott Ramsay        | 16            | 30 000 (CAD)    | 10 000 (CAD)      |
| 13 | Spruce Grove Cashspiel Spruce Grove, 21–23 listopada 2014                          | Kim Seung-min           | Mike Hutchings      | 8             | 2800 (CAD)      | 1050 (CAD)        |
| 13 | Vancouver Island Shootout Victoria, 21–23 listopada 2014                           | Dean Joanisse           | Sean Geall          | 12            | 11 000 (CAD)    | 3500 (CAD)        |
| 14 | Challenge Casino de Charlevoix Clermont, 27–30 listopada 2014                      | Jean-Michel Ménard      | Don Bowser          | 20            | 37 000 (CAD)    | 12 000 (CAD)      |
| 14 | The Sunova Spiel at East St. Paul Winnipeg, 27–30 listopada 2014                   | Sean Grassie            | Ryan Bay            | 16            | 10 000 (CAD)    | 2600 (CAD)        |
| 14 | Black Diamond/High River Cash Black Diamond/High River, 28–30 listopada 2014       | Brock Virtue            | Kim Seung Min       | 16            | 8000 (CAD)      | 2400 (CAD)        |
| 14 | Coors Light Cash Spiel Duluth, 28–30 listopada 2014                                | Heath McCormick         | Al Hackner          | 24            | 14 400 (USD)    | 3622 (CAD)        |
| 14 | Weatherford Curling Classic Estevan, 28 listopada–1 grudnia 2014                   | Steve Laycock           | Brent Pierce        | 24            | 32 000 (CAD)    | 10 000 (CAD)      |
| 15 | Jim Sullivan Curling Classic Saint John, 5–7 grudnia 2014                          | Wayne Tallon            | Jeremy Mallais      | 18            | 12 350 (CAD)    | 4 000 (CAD)       |
| 16 | Canadian Open of Curling Kelowna, 9–14 grudnia 2014                                | Brad Gushue             | Steve Laycock       | 16            | 100 000 (CAD)   | 25 000 (CAD)      |
| 16 | Truro Cashspiel Truro, 11–14 grudnia 2014                                          | Jamie Murphy            | Mike Kennedy        | 18            | 9 000 (CAD)     | 2 400 (CAD)       |
| 17 | Karuizawa International Karuizawa, 18–21 grudnia 2014                              | Kevin Koe               | Seong Se-hyeon      | 15            | 2 500 000 (JPY) | 1 000 000 (JPY)   |
| 17 | Curl Mesabi Classic Eveleth, 19–21 grudnia 2014                                    | Mike Farbelow           | Al Hackner          | 24            | 22 2000 (USD)   | 6 949 (CAD)       |
| 17 | Dumfries Curling Challenge Dumfries, 19–21 grudnia 2014                            | Tom Brewster            | Kyle Smith          | 16            | 12 000 (GBP)    | 3 626 (CAD)       |
| 19 | Goldline Saskatchewan Players Championship Dauphin, 2–4 stycznia 2015              | Kevin Marsh             | Jason Ackerman      | 16            | 11 000 (CAD)    | 2 500 (CAD)       |
| 19 | U.S. Open of Curling Blaine, 2–4 stycznia 2015                                     | Steve Laycock           | Reid Carruthers     | 24            | 23 000 (USD)    | 8 266 (CAD)       |
| 20 | Mecure Perth Masters Perth, 8–11 stycznia 2015                                     | Brad Gushue             | Kyle Smith          | 32            | 17 160 (GBP)    | 6 000 (GBP)       |
| 22 | German Masters Hamburg, 23–25 stycznia 2015                                        | Brendan Bottcher        | Sven Michel         | 20            | 15 000 (EUR)    | 6 000 (EUR)       |
| 23 | Red Square Classic Moskwa, 29 stycznia–2 lutego 2015                               | Aleksander Kruszelnicki | Craig Brown         | 8             | (EUR)           | (EUR)             |
| 29 | Pomeroy Inn & Suites Prairie Showdown Grande Prairie, 12–15 marca 2015             | Mike McEwen             | Niklas Edin         | 16            | 50 000 (CAD)    | 13 000 (CAD)      |
| 30 | Elite 10 Fort McMurray, 18–22 marca 2015                                           | Mike McEwen             | Niklas Edin         | 10            | 100 000 (CAD)   | 26 000 (CAD)      |
| 33 | Players’ Championship Toronto, 7–12 kwietnia 2015                                  | Brad Jacobs             | Mike McEwen         | 15            | 100 000 (CAD)   | 24 000 (CAD)      |
| 34 | European Masters Sankt Gallen, 15–18 kwietnia 2015                                 | Niklas Edin             | Kyle Smith          | 10            | 50 500 (CAD)    | (CAD)             |

## Rankingi
| #  | Drużyna                | CAD$   |
| -- | ---------------------- | ------ |
| 1  | Jennifer Jones         | 72 855 |
| 2  | Valerie Sweeting       | 69 950 |
| 3  | Rachel Homan           | 65 608 |
| 4  | Eve Muirhead           | 47 024 |
| 5  | Margaretha Sigfridsson | 35 747 |
| 6  | Silvana Tirinzoni      | 35 473 |
| 7  | Heather Nedohin        | 35 250 |
| 8  | Sherry Middaugh        | 34 135 |
| 9  | Binia Feltscher        | 31 535 |
| 10 | Alina Pätz             | 29 077 |

| #  | Drużyna          | CAD$    |
| -- | ---------------- | ------- |
| 1  | Mike McEwen      | 114 000 |
| 2  | Brad Gushue      | 83 298  |
| 3  | Brad Jacobs      | 69 500  |
| 4  | Steve Laycock    | 62 766  |
| 5  | Kevin Koe        | 60 201  |
| 6  | Brendan Bottcher | 44 750  |
| 7  | Glenn Howard     | 42 600  |
| 8  | Reid Carruthers  | 41 023  |
| 9  | John Epping      | 38 750  |
| 10 | Tom Brewster     | 36 163  |